# Alternatieve Elfstedentocht Weissensee 2024
De Marathonschaatsen 2023/2024 Grand Prix 3; Alternatieve Elfstedentocht Weissensee 2024 was de twintigste wedstrijd van het Marathonseizoen  en de derde wedstrijd van de Grand Prix die op woensdag 31 januari plaatsvond op de Weissensee in Oostenrijk. De Alternatieve Elfstedentocht is de langste wedstrijd van de zes Grand Prix wedstrijden die worden verreden in Oostenrijk (Weissensee) en Zweden (Luleå) en is het hoogtepunt op de Weissensee. De mannen en vrouwen rijden beide 200km. 
De natuurijs 'Grand Prix' bestaat uit een reeks van zes wedstrijden waarbij buitenlands natuurijs centraal staat. De eerste drie wedstrijden worden gereden op de Weissensee (Oostenrijk). De laatste drie wedstrijden worden gereden op de Botnische Golf bij Luleå (Zweden). De afstanden variëren tussen de 30 en 200 kilometer. Zowel de mannen als vrouwen rijden de Grand Prix wedstrijden en na zes wedstrijden wordt een eindklassement opgemaakt.
Bij de mannen had Christian Haasjes gwonnen. Haasjes won de sprint van een kopgroep met broer Ronald Haasjes en Stefan Wolffenbuttel. Het drietal was op vijftien kilometer van de meet ontsnapt uit het sterk uitgedunde peloton. Op de streep was Christian Haasjes net iets sneller dan Stefan Wolffenbuttel die tweede werd, Ronald Haasjes eindigde op de derde plaats. Harm Visser won op een kleine halve minuut de sprint van het peloton om de vierde plaats. Jeroen Janissen eindigde in de sprint van de achtervolgende groep om de vierde plaats achter Harm Visser als de nummer vijf. Hierdoor behield Janissen het oranje leiderspak en zal hij als klassementsleider afreizen naar Zweden. Tessa Snoek won de wedstrijd bij de vrouwen. De wedstrijd draaide bij de vrouwen anders dan de verwachtte slijtageslag verrassend uit op massasprint waarin Snoek Arianna Pruisscher en de teruggekeerde natuurijsroutinier Carla Ketellapper-Zielman. De wedstrijd werd gekleurd door een lange solo van de jonge Sofia Schilder die echter op vijfenveertig kilometer voor de streep strandde. Klassementsleidster Beau Wagemaker eindigde  als zesde en behield het oranje leiderspak.

## Tijdschema
| Datum                    | Tijd (CET) | Onderdeel |
| ------------------------ | ---------- | --------- |
| Woensdag 31 januari 2024 | 07:30      | Vrouwen   |
| Woensdag 31 januari 2024 | 07:45      | Mannen    |

## Podia
| Klasse              | Eerste             | Tweede               | Derde                     |
| ------------------- | ------------------ | -------------------- | ------------------------- |
| Top-divisie mannen  | Christiaan Haasjes | Stefan Wolffenbuttel | Crispijn Ariëns           |
| Top-divisie vrouwen | Tessa snoek        | Arianna Pruisscher   | Carla Ketellapper-Zielman |

## Uitslag Top-divisie mannen[2]
| #      | Rijder               | Nationaliteit | Ploeg                           | Punten |
| ------ | -------------------- | ------------- | ------------------------------- | ------ |
| Goud   | Ronald Haasjes       | Nederland     | Team Reggeborgh                 | 25,1   |
| Zilver | Stefan Wolffenbuttel | Nederland     | OKAY/Interfarms                 | 21     |
| Brons  | Crispijn Ariëns      | Nederland     | Team Reggeborgh                 | 18     |
| 4      | Harm Visser          | Nederland     | Jumbo-Visma                     | 17     |
| 5      | Jeroen Janissen      | Nederland     | OKAY/Interfarms                 | 16     |
| 6      | Niels Immerzeel      | Nederland     | VGR Sport / Mechan Groep        | 15     |
| 7      | Niels Overvoorde     | Nederland     | Sportchaletviehhofen.at         | 14     |
| 8      | Luc ter Haar         | Nederland     | Bouwselect / De Haan Westerhoff | 13     |
| 9      | Chiel Smit           | Nederland     | Sprog                           | 12     |
| 10     | Kevin van der Horst  | Nederland     | OKAY/Interfarms                 | 11     |
| 11     | Crispijn Ariëns      | Nederland     | Team Reggeborgh                 | 10     |
| 12     | Marco van der Tuin   | Nederland     | A6.nl / KMC                     | 9      |
| 13     | Sjoerd den Hertog    | Nederland     | Royal A-ware                    | 8      |
| 14     | Lars Woelders        | Nederland     | OKAY/Interfarms                 | 7      |
| 15     | Jan Hamers           | Nederland     | Sprog                           | 6      |
| 16     | Miguel Bravo         | Portugal      | A6.nl / KMC                     | 5      |
| 17     | Jordy Harink         | Nederland     | Royal A-ware                    | 4      |
| 18     | Homme Jan de Groot   | Nederland     | Bouwselect / De Haan Westerhoff | 3      |
| 19     | Christiaan Hoekstra  | Nederland     | Sportchaletviehhofen.at         | 2      |
| 20     | Daan Gelling         | Nederland     | Royal A-ware                    | 1      |

200 kilometer
5:37:35uur (gem. 1012,7sec) 35,5km/h

## Uitslag Top-divisie vrouwen[3]
| #      | Rijder                    | Nationaliteit | Ploeg                                        | Punten |
| ------ | ------------------------- | ------------- | -------------------------------------------- | ------ |
| Goud   | Tessa Snoek               | Nederland     | VGR Sport / Vreugdenhil Dairy Foods          | 25,1   |
| Zilver | Arianna Pruisscher        | Nederland     | Team Albert Heijn Zaanlander                 | 21     |
| Brons  | Carla Ketellapper-Zielman | Nederland     |                                              | 18     |
| 4      | Merel Bosma               | Nederland     | BDM-BTZ                                      | 17     |
| 5      | Elsemieke van Maaren      | Nederland     | BDM-BTZ                                      | 16     |
| 6      | Beau Wagemaker            | Nederland     | PGM Bakker                                   | 15     |
| 7      | Loesanne van der Geest    | Nederland     | PGM Bakker                                   | 14     |
| 8      | Eline Cox                 | Nederland     | Vector                                       | 13     |
| 9      | Judith Krabbenborg        | Nederland     | Haak powered by OCRE                         | 12     |
| 10     | Tjilde Bennis             | Nederland     | Turner                                       | 11     |
| 11     | Janne Berkhout            | Nederland     | Van Ramshorst Renault                        | 10     |
| 12     | Muriël Meijer             | Nederland     | Haak                                         | 9      |
| 13     | Claudia Oranje            | Nederland     | Vangnet                                      | 8      |
| 14     | Olin Verhoog              | Nederland     | Haak powered by OCRE                         | 7      |
| 15     | Liesbeth Veen-Milatz      | Nederland     | Leontienhuis                                 | 6      |
| 16     | Maaike Verweij            | Nederland     | Team Albert Heijn Zaanlander                 | 5      |
| 17     | Iza Stekelenburg          | Nederland     | Vector                                       | 4      |
| 18     | Jet Fransen               | Nederland     | Wokke Vastgoed                               | 3      |
| 19     | Amber Siegers             | Nederland     | Skadi / P&G Safety / Mark Bouman Grondwerken | 2      |
| 20     | Pien van den Bos          | Nederland     | Wokke Vastgoed                               | 1      |

200 kilometer

6:42:59uur (gem. 1209,0sec) 29,8km/h

Eendaagse wedstrijden:
NK kunstijs · 
Amsterdam · 
Open NK natuurijs · 
Winterswijk · 
Noordlaren ·
 Open VK natuurijs

Marathon Cup:
1. Groningen · 
2. Utrecht · 
3. Heerenveen ·
4. Den Haag · 
5. Haarlem · 
6. Hoorn · 
7. Deventer · 
8. Breda · 
9. Groningen · 
10. Tilburg · 
11. Heerenveen · 
12. Eindhoven · 
13. Alkmaar ·
14. Amsterdam · 
15. Finale Leeuwarden

Grand Prix:
 Weissensee:
Aart Koopmans Memorial · 
Sprint · 
Alternatieve Elfstedentocht ·
 Luleå:
Marathon · 
Sprint · 
Sea Ice Classic

Klassementen: KNSB Cup ·
Jongeren · 
Ploegen ·
Grand Prix ·
Brabantcup ·
Natuurijs vierdaagse
Lijst van schaatsmarathonrijders 2023/2024